# Фурио-Камилло (станция метро)
Фурио-Камилло — станция линии А римского метрополитена. Открыта в 1980 году.

## Окрестности и достопримечательности
Вблизи станции расположены:
- Вилла Лаццарони
- Санта-Мария-Аузилиатриче
- Аппиева дорога
- Виа Тусколана
- Вилла Лаис

## Наземный транспорт
Автобусы: 590, 628, 665, 671.